# 彼得·阿斯卡尼奧
彼得·阿斯卡尼奧（挪威語：Peter Ascanius，1723年5月24日—1803年6月4日）是一名挪威裔丹麥生物學家和地質學家。他是動物學和礦物學教授。

## 早年生活和教育
阿斯卡尼奧出生於挪威艾于勒。1742年，他從特隆赫姆大教堂學校畢業，進入哥本哈根大學學習醫學，並於1747年獲得學士學位。1752年，他在烏普薩拉大學學習了幾年，成為卡爾·林奈的學生。他跟隨林奈學習自然史，跟隨約翰·戈特沙爾克·瓦萊里烏斯學習化學和冶金學。1753年至1758年，阿斯卡尼奧進行一次考察旅行，訪問了荷蘭、英國、法國、義大利和奧地利。

## 職業生涯
從歐洲學習歸來後，1759年，阿斯卡尼奧被1754年在哥本哈根夏洛滕堡成立的丹麥皇家美術學院任命為自然史教授。1759年至1771年，他在哥本哈根教授動物學和礦物學。1768年，他被派往挪威克里斯蒂安桑到卑爾根沿岸進行研究和採集。1753年，阿斯卡尼奧考察了斯莫蘭的塔貝格鐵礦。
1771年至1776年，他在孔斯貝格銀礦擔任採礦檢查員。1776年至1788年，他被任命為高級礦業官員（Berghauptmann），負責孔斯貝格銀礦的冶鐵和錘煉工作，並在孔斯貝格礦業學校任教。

## 晚年生活
1788年，阿斯卡尼奧回到哥本哈根。他於1803年6月4日未婚去世，葬於克里斯蒂安沙文腓特烈德意志教堂的地下室。

## 出版
阿斯卡尼奧出版的作品包括五卷本圖文並茂的《自然圖景》（Icones rerum naturalium）。他是英國皇家學會會士，1755年當選為外籍會士。

## 外部連結
- Icones rerum naturalium Volume I at the Center for Retrospective Digitization, Göttingen （页面存档备份，存于）